# Иберијски рис
Иберијски рис (лат. Lynx pardinus) је врста сисара из реда звери и породице мачака (Felidae). 
Раније се сматрао подврстом евроазијског риса (Lynx Lynx), иберијски рис је сада класификован као засебна врста. Обје врсте лутале су централном Европом заједно током плеистоценског периода, раздвојене само избором станишта. Вјерује се да је иберијски рис, као и други рисови, еволуирао из Lynx issiodorensis.
Има многе типичне особине риђег риса, као што су крзнене уши, дуге ноге, кратак реп и крзнена огрлица која подсећа на браду. За разлику од својих најближих рођака, иберијски рис има жућкасто-смеђу боју са пјегама. Дужина главе и тијела је 85 до 110 центиметара, а мали реп додаје додатну дужину од 12 до 30 центиметара. Мужјак је већи од женке и може тежити до око 27 кг. Максимална дуговјечност у природи је тринаест година.
Ендемичан за Иберијско полуострво, иберијски рис је специјализован за лов на зечеве, који представљају већину његове исхране, са великим потешкоћама прилагођавања другим дијетама. Мужјаку је потребан један зец дневно; трудна женка једе три зеца дневно. Оштар пад популације његовог главног извора хране, као резултат двије болести, допринио је паду популације иберијског риса. Рис је такође погођен губитком жбуња, његовог главног станишта, људског развоја, укључујући промјене у коришћењу земљишта (као што су монокултурне плантаже дрвећа) и изградњу брана и путева. Бити прегажен возилима је његов водећи узрок неприродне смрти.
Иберијски рис је био критично угрожена врста до 2015. године и до 2024. године сматра се угроженом врстом. Ипак, то је најугроженији месождер у Европи. Неколико организација га је категоризирало као угрожену врсту, укључујући Међународну унију за очување природе (IUCN). Програми узгоја и поновног увођења у заточеништву су се повећали. У 2013. години, Андалузија је имала популацију од 309 јединки у дивљини, а у децембру 2014. први примјерци су поново уведени у Португал. У 2017. години укупна популација риса била је 475 примјерака. У покушају да се ова врста спаси од изумирања, започео је европски пројекат природног живота, који укључује очување станишта, праћење популације риса и управљање популацијом зечева. У 2022. години популација је већ била 1.668 примјерака, од чега 261 у Португалу. У 2024. години популација се повећала на 2,021 примјерка, што је довело до његове рекласификације из угрожених врста у рањиве врсте.

## Таксономија и еволуција
Иберијског риса је 1827. године описао Кунрат Јакоп Теминк, у почетку у роду мачке. Некада се сматрало подврстом евроазијског риса (Lynx lynx), али морфолошке и генетске студије подржавају хипотезу да је то засебна врста. Нема познате подврсте иберијског риса.
Лоза рисова се одвојила од лозе других мачака прије око 7,2 милиона година. Род Рис је почео да се диверсификује пре око 3,24 милиона година, а иберијски рис се одвојио од евроазијског риса прије око 1,18 милиона година.
Према Верделин (1981), рисови су еволуирали из Lynx issiodorensis. Иберијски рис и евроазијски рис били су ендемски за Централну Европу током плеистоцена. Изолација заједничког претка између ове двије врсте, на југу Иберијског полуострва у уточиштима у леденом добу, кулминирала је појавом иберијског риса, што је резултат смањења величине ове врсте. Такво смањење величине уочено је у фосилном запису и вероватно је било због специјализације мачака у лову на зечеве.

## Опис
Иберијски рис има многе типичне карактеристике рисова, као што су длакаве уши, дуге ноге, кратак реп и крзнена огрлица која подсећа на браду. За разлику од својих евроазијских рођака, иберијски рис има жућкасто-смеђу боју са мрљама. Крзно је такође краће него код других рисова, који су углавном прилагођени хладнијим срединама. Неке западне популације нису имале закрпе, али се вјерује да су изумрле. Мрље су обично интензивније боје током љетњих мјесеци. Недавно су проведене студије о конфигурацији тачака и одређивању степена генетске разноликости унутар врсте.
Глава и тијело мере од 85 до 110 центиметара, а мали реп додаје додатну дужину од 12 до 30 центиметара. Величина рамена је 60 до 70 центиметара. Мужјак је већи и тежи од женке; имају просјечну тежину од 12,9 кг и максималну 26,8 кг, док женке имају просјечну тежину од 9,4 кг; ово је око половине тежине евроазијског риса (Lynx lynx).
Иберијски рис је веома специјализовани ловац који има одређене адаптације које побољшавају његову способност да ухвати и убије мали плијен. Има скраћену лобању, која максимизира силу угриза очњака. Њушке су им уже и имају дуже чељусти и мање очњаке од животиња које се хране већим плијеном.
Као и све мачке, иберијски рис има вертикалне зенице и одличан вид, посебно када је слаба видљивост. Такође има оштре рефлексе; бркови пружају врло детаљне тактилне податке, а уши пружају одличан слух. Већина усамљених мачака ћути, осим када се осјећају угрожено или када су малољетници у опасности.

## Екологија
Иберијски рис је ловац на зечеве – европски зец (Oryctolagus cuniculus) чини већину његове исхране (79,5–86,7%), која се такође састоји од зечева (Lepus granatensis – 5,9%) и глодара на мање уобичајен начин (3,2%). Мужјаку је потребан један зец дневно; трудна женка једе три зеца дневно. Иберијска врста није у стању да значајно промјени своју исхрану ако популација зечева нагло опада.
Рис и даље треба зечеве за већину своје исхране, 75%, чак и након што је његов омиљени плијен десеткован од стране двије болести: миксоматоза, која се проширила на Иберијско полуострво након што га је љекар намјерно увео у Француску 1952. године и хеморагијска болест зечева, која је почела 1988. године. Дошло је до два велика избијања, а посљедња се појавила 2011. и 2012. године.
Опоравак је дошло у неким областима током 2013. године, пренасељеност зечева дошло је у Кордоби, узрокујући штету на транспорту и пољопривредним својствима. У децембру 2013. године, међутим, пријављено је да су власти забринуте због новог соја хеморагијске болести, која углавном погађа млађе зечеве.
Иберијски рис такође лови друге сисаре (укључујући глодаре и инсективоре), птице, гмизавце и водоземце, најактивније током сумрака и ноћу. Понекад лови и младе јелене, јелене лопатаре, срне, муфлоне и патке. Такмичи се за игру са црвеном лисицом, вјеверицом (Herpestes ichneumon) и дивљом мачком. То је усамљена врста и лови сама; он ће јурити свој плијен или лежати чекајући сатима иза грма или стене док његов плијен не буде довољно близу да нападне са неколико корака.
Иберијски рис је мањи од својих сјеверних рођака и обично лови мале животиње, обично никада већи од зеца. Такође се разликује у избору станишта, преферирајући отворено шипражје, док евроазијски рис преферира шуме.
Рис, посебно млађе животиње, лута по веома широким подручјима, достижући више од 100 km. Његова територија (~ 10 a 20 km2) зависи од хране на располагању. Одраслој особи је потребно најмање 5 до 20 km2, а популацији од 50 женки за узгој треба 500 km2 површине станишта. Међутим, када се стабилизују, растојања такође имају тенденцију да се стабилизују неколико година, у којима су границе направљене од стране човјека, као што су путеви или жељезнице. Иберијски рис обиљежава своју територију урином, изметом који је оставила вегетација и траговима огреботина на кори дрвета.
У мају 2013. године, иберијски рис који припада Националном парку Донана виђен је у близини Вила Нова де Милфонтес (југозападна обала Португала). Његово путовање од више од 250 км показало је велики капацитет рисова да се крећу и могућност повезивања између југа Шпаније и Португала.

### Размножавање
Сезона топлоте се јавља од јануара до јула, претежно у јануару-фебруару. Током сезоне парења женка напушта своју територију у потрази за мужјаком. Типичан период гастације траје око два мјесеца; младунци се рађају између марта и септембра, са врхунцем рођења у марту и априлу. Легло се састоји од два или три потомства (ријетко једног, четири или пет). Мачићи теже између 200 и 250 грама.
Младунци постају независни када имају седам до десет мјесеци, али остају са мајком док не напуне двадесет мјесеци. Између 8 и 23 мјесеца, мужјаци се распршују (женке се распршују касније). Максимална удаљеност дисперзије била је 42 km. Опстанак најмлађих у великој мјери зависи од популације зечева у њиховом станишту. У дивљини, и мужјаци и женке достижу полну зрелост у доби од једне године, иако се у пракси ријетко размножавају без територије која постаје празна и довољно квалитетна; познато је да је жена одгајана тек у доби од пет година, када јој је мајка умрла. Максимална дуговјечност у природи је тринаест година. Репродукција није годишња, јер је у најбољем станишту Донане забиљежена вредност од 0,8 легла / женке / године.
Браћа и сестре постају насилни једни према другима између 30 и 60 дана, са врхунцем у 45 дана. Младунче обично убија свог брата у насилној борби. Није познато зашто се јављају ове агресивне епизоде. Многи научници вјерују да то има везе са хормоналним промјенама, када се теле мијења из мајчиног млијека у месо. Други мисле да имају везе са обрасцима хијерархије и "опстанком најспособнијих". Чувари раздвајају младунчад прије него што стигне период од 60 дана.
Потешкоће у проналажењу партнера доводе до већег броја случајева ендогамије, што резултира мањим бројем потомака и већом стопом нетрауматске смрти. Ендогамија доводи до нижег квалитета сперме и виших стопа неплодности међу мужјацима, отежава напоре да се повећа активност врсте.

## Распрострањење
Иберијски рис има станиште на копну. Шпанија је једино познато природно станиште врсте.
До деветнаестог вијека, Иберијски рис је био распрострањен широм Иберијског полуострва, осим дуж уског појаса на сјеверу и сјеверозападу полуострва. Фосилни запис указује на много ширу распрострањеност иберијског риса на крају плеистоцена, који се јавља на површини до 650.000 км ² која се протеже у јужну Француску. До 1950. године, њихова дистрибуција је подјељена у двије популације; сјеверни, из Галиције и дијелова сјеверног Португала који се протеже до Медитерана, и јужног становништва, у разним дијеловима Шпаније. Процјењује се да је дошло до регресије од око 80% у дистрибутивном подручју између 1960. и 1990. године, тренд који се наставио до данас. У осамдесетим годинама, врста је имала распрострањеност која се налази у централној и југозападној зони Иберијског полуострва, са процјењеном површином дистрибуције од 11.000 km.
Тренутно, распрострањеност риса може бити ограничена на двије области на Иберијском полуострву гдје постоје популације за размножавање – Донана и Андујар-Кардена. Такође може постојати преостало присуство јединких у регионима источних планина Толедо, западног централног система и неких подручја Сиера Морена. Стабилне популације се одржавају на око 350 км ², са репродукцијом само у 14.000 хектара.
Ова мачка преферира хетерогену отворену травњачку средину, са густим грмљем као што су јагоде, мастике и смреке, и дрвеће као што су црника храста и плуте. Сада је у великој мјери ограничена на планинским подручјима, са само неколико група које се налазе у низијским шумама или густим макијским шикарама. У Националном парку Донана, преферира средоземна вегетација, најчешће повезана са неким водотоком. Генерално, избјегава плантаже бора и еукалиптуса.

## Угроженост
Ова врста је крајње угрожена и у великој опасности од изумирања.

### Популациони тренд
Популација ове врсте се смањује, судећи по расположивим подацима.
Процјењује се да је било око 4.000 јединких 1960. године, око 400 у 2000., мање од 200 у 2002., а можда мање од 100 у марту 2005. године Национални парк Донана и Сијера де Андујар, Хаем, имали су једине популације за размножавање, све док 2007. године популација од 15 јединких није откривена у Кастиља-Ла Манча (централна Шпанија). У 2008. години, популација Донана је процјењена на 24 до 33, док је група Сијера Морена имала 60 до 110 одраслих. Укупна популација се процјењује на 99 до 158 одраслих, укључујући и становништво Ла Манча. Иберијски рис је тако наведен као критично угрожен у категорији C2a (и) (и) на Црвеној листи IUCN-а.
Од 2009. године, рис је поново уведен у Гуадалмелато, што је резултирало популацијом од 23 особе у 2013. години. Од 2010. године, врста је такође пуштена у Гуаризас. Било је разговора са министром животне средине да га ослободи и у области Чампанариос де Азаба, у близини Саламанке. У априлу 2013. године објављено је да се укупна дивља популација Андалузије (само 94 у 2002. години) утростручила на 309 јединких.
Куеркус (португалска асоцијација за очување природе) сматрала је да врста не постоји у Португалу 2007. године, као одговор на стварање Акционог плана за очување иберијског риса у Португалу од стране португалске владе, иако су свједоци пријавили да су видјели неке рисове у близини границе.
Након програма поновног увођења врсте у дивљину, 2020. године у Португалу живи 109 јединких у дивљини.
У јулу 2013. године, групе за заштиту животне средине примјетиле су дивље легло у провинцији Какерес (Ектремадура). О могућим локацијама пуштања у Португалу, Ектремадури и Кастиља-Ла Манча расправља се од 2013. године. Студија објављена 2013. године у часопису Nature Climate Change савјетовала је да се програми поновног увођења одвијају у сјеверној Иберији, што сугерише да би климатске промјене могле угрозити зечеве на југу. У међувремену, Португал је направио своје прве реинтродукције у децембру 2014. године. На парцели од око 2.000 хектара у природном парку Гуадиана Вали, пуштен је пар рисова, који се стално прати од стране тима из Института за очување природе и шума (ИЦНФ). Дана 7 . фебруара 2015. године пуштен је још један пар, али женка, по имену Кајаковеру, пронађена је мртва у близини Мертоле, жртва тровања. Португалске власти намјеравале су да пусте више примјерака током прве половине 2015. године.
Од 2007. године, због избијања вируса мачје леукемије (FeLV), дивљи рис се периодично тестира. Узорци узети између септембра и децембра 2013. године били су негативни на FeLV, али је један мужјак постао први од своје врсте који је био позитиван на вирус мачје имунодефицијенције (FIV) и био је у карантину.
У 2016. години португалска влада је још једном дозволила лов у резервату природе Сера да Малчата, што би могло угрозити опоравак иберијског риса и других врста као што су црни лешинар или вук.
У априлу 2016. године, на Иберијском полуострву у цјелини, било је 403 риса.
У 2021. години, студија спроведена у Португалу и Шпанији представља попис популације са симболичним бројем од 1111 примјерака који настањују двије земље. Становништво у 2020. години порасло је за око тридесет одсто. Рођено је 414 рисова, од којих је 239 било женке за узгој. Долина Гуадиана има 140 примјерака, територије Кастиља-Ла Манча су дом за око трећину од укупног броја врста.

### Узгој у заточеништву
У 2002. години, зоолошки врт у Јерезу потврдио је да има три женке и да развија план за узгој у заточеништву. Једна од ових женки била је Салиега, заробљена док је још била младунче у априлу 2002. године. Постала је прва женка иберијског риса која се размножавала у заточеништву, родивши три здрава младунца 29. марта 2005. године у узгојном центру Ел Акебуче (El Acebuche) у Националном парку Донана Хуелва, Шпанија. У наредним годинама, број рођених се повећао и створени су центри за узгој. У марту 2009. године објављено је да је 27 младунаца већ рођено од почетка програма. У 2009. години, шпанска влада је планирала да изгради центар за узгој, по цијени од 5,5 милиона евра, у Зарза де Гранадила. Исте године, Португал је основао центар за узгој у Силвесу, Национални центар за репродукцију иберијског риса (Centro Nacional de Reprodução do Lince-Ibérico, скраћено CNRLI).
Било је 14 преживелих младунаца у 2008. и 15 у 2009. години. У 2010. години, прекомјерна количина падавина и здравствени проблеми довели су до нижих исхода узгоја - 14 рођених и 8 преживјелих - али сљедеће године, узгојни центри забељежили су 45 рођених, са 26 преживјела младунаца. У 2012. години, центри Португала и Шпаније забиљежили су укупно 44 преживјелих и 59 рођених, док је 2013. године забиљежено укупно 44 преживјелих и 53 рођених.
У марту 2013. године објављено је да су ембриони и јаја иберијског риса сачувани по први пут. Ембриони су прикупљени од женског Азахара (CNRLI) и јаја од женског Салиега (El Acebuche) (и стерилисани и уклоњени из програма узгоја) од стране берлинског Института Лајбниз за зоолошке вртове и истраживање дивљих животиња и ускладиштени у течном азоту у Националном музеју природњачких наука у Мадриду (Museo Nacional de Ciências Naturales de Madrid, скраћено CSIC) за могућу будућу репродукцију. У јулу 2014. године, MNCN-CSIC је објавио да је репродуковао ћелије сперме узете из ткива тестиса сексуално незрелог риса.
Иберијски рис се може видјети у заточеништву само у зоолошком врту у Јерезу, а од децембра 2014. године у зоолошком врту у Лисабону. Животиње из Јереза припадају програму узгоја, док је лисабонски пар био дио португалског узгојног центра, али више нису погодни, јер је Азахар пропустио неколико нормалних порођаја и стерилисан је, а мужјак, Гама, има облик епилепсије.
У 2017. години укупна популација риса била је 475 примјерака. Према Програму очувања (оригинални назив Programa de Conservação Ex-Situ), у 2020. години очекује се да ће се у пет узгојних центара у Португалу и Шпанији родити између 37 и 45 младунаца.
Од 2009. године, године у којој је у Силвесу отворен Национални центар за репродукцију иберијског риса, до 2024. године тамо је рођено 170 животиња. Од тога, 132 је преживјело више од шест мјесеци, а 110 је поново уведено [на терену], од чега 17 у Португалу, што представља скоро трећину животиња пуштених овдје.

## Заштита
Иберијски рис је био критично угрожена врста до 2015. године и до 2024. године угрожена врста, и још увијек је најугроженија мачка на свијету, и најугроженији месождер у Европи. До 2024. године, популација се повећала на преко 2000 примјерака, што је довело до његове рекласификације из угрожених врста у рањиве врсте Неколико организација, укључујући Међународну унију за очување природе (ИУЦН), категоризовано је као критично угрожене врсте за очување. Ако би се иберијски рис сматрао изумрлим, то би била прва мачка која је нестала од насељавања Смилодона прије 10.000 година.
Смањена популација чини животињу посебно рањивом на изумирање, што се може догодити кроз неочекиване догађаје као што су болести или природне катастрофе. Мјере очувања укључују обнављање њиховог природног станишта, одржавање популације дивљих зечева, смањење неприродних узрока смрти и узгој у заточеништву за касније пуштање у дивљину. Шпанска национална комисија за заштиту природе подржала је програм очувања и еx-ситу узгоја, који ће служити као "сигурносна мрежа" задржавањем становништва у заточеништву, као и да помогне "успоставити нове популације иберијског риса слободног у дивљини, кроз програме поновног увођења". Прије пуштања јединких у заточеништву, могуће је симулирати њихово природно станиште како би их припремили за живот у дивљини. Студија из 2006. године користила је неинвазивни систем праћења који укључује камере за праћење демографије популације риса и зечева у Сиера Морени. У случају да популација дивљих зечева опада, може се обезбједити комплементарна храна.
Рис и његово станиште су у потпуности заштићени и лов је забрањен. Главне пријетње за животиње укључују губитак станишта, убијање на путу, тровање, дивље псе, криволов и повремене епидемије мачје леукемије (ретровирус који инфицира мачке). Неке животиње у заточеништву су погођене болестима уринарног тракта. Губитак станишта је у великој мјери посљедица изградње инфраструктуре, урбаног развоја и монокултуре дрвећа, од којих сви фрагментирају дистрибуцију риса. Током двадесетог вијека, популација зечева претрпјела је драматичан пад као резултат неколико избијања миксоматозе и хеморагијске болести, чиме се смањује доступност главног извора хране иберијског риса. Судари са возилима су водећи узрок неприродне смрти, са 14 јединких погинулих на шпанским путевима током 2013. године. Још један главни узрок неприродне смрти су илегалне замке за зечеве и лисице.
У 2013. години пронађено је присуство бактерије отпорне на антибиотике у дигестивном тракту иберијског риса, што може довести до опасних инфекција које се тешко лијече и смањења физичке спремности животиње. Друга студија из 2013. године сугерише да климатске промјене могу угрозити иберијског риса због његове слабе прилагодљивости новим климатским условима. Пресељење у подручја са повољнијом климом, али са мање зечева, повећало би њихову смртност.
Улажу се напори менаџмента да се очува и обнови природни опсег животиње. Конзерватори са функцијом пуштања риса из заточеништва у дивљину баве се избором подручја погодног станишта, са обиљем зечева и прихватањем од стране локалних заједница. Између 1994. и 2013. године, око 90 милиона евра је потрошено на мјере очувања. Европска унија је допринела око 61% средстава. СОС Рис је португалска невладина организација која ради на спречавању изумирања иберијског риса.

## Генетске студије
У августу 2012. године, истраживачи су објавили да је секвенциран геном иберијског риса. Они такође планирају да ураде генетско тестирање на остацима риса, како би квантификовали губитак генетске разноликости и побољшали програме очувања. У децембру 2012. године објављено је да су истраживачи лоцирали остатке 466 иберијског риса у приватним колекцијама и музејима. Међутим, процјењује се да је 40% примерака ускладиштених у музејима изгубљено у протеклих 20 година.
Генетска разноликост иберијског риса је нижа него код других мачака за које се зна да су генетски сиромашне, укључујући гепарда (Acinonyx jubatus), лавова кратера Нгоронгоро и евроазијског риса из Скандинавије. Истраживачи вјерују да то може бити једна од посљедица смањења величине популације и изолације. Студија објављена 2013. године показала је снажну генетску диференцијацију између популација Донана и Андујар, како у алелним фреквенцијама тако и у саставима. Донана рисови су се више разликовали од популације предака, због тога што су изолованији и имају низак индекс становништва. Истраживачи су предложили да се двије групе споје како би се смањио степен ендогамије.